# Werben (Spreewald)
Werben (em baixo sorábio: Wjerbno) é um município da Alemanha, situado no distrito de Spree-Neiße, no estado de Brandemburgo. Tem 24,94 km² de área, e sua população em 2019 foi estimada em 1.717 habitantes.